# Bonifazio Veronese

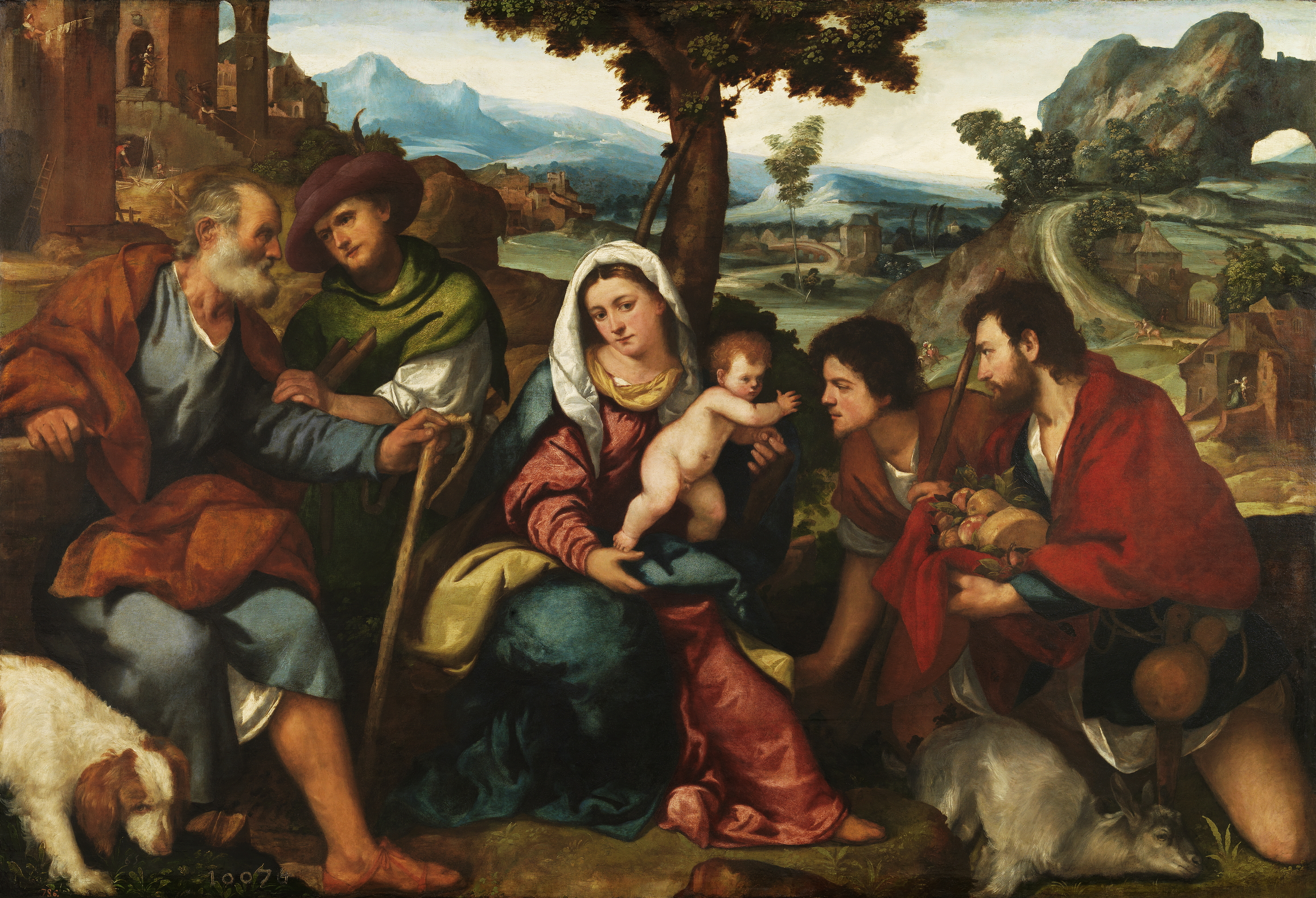
Adoración de los pastores, c. 1523, Museo del Prado.

Bonifazio de' Pitati, artísticamente conocido como Bonifazio Veronese o incluso Bonifazio Veneziano (Verona, 1487-Venecia, 19 de octubre de 1553) fue un pintor italiano activo durante el Renacimiento.

## Biografía

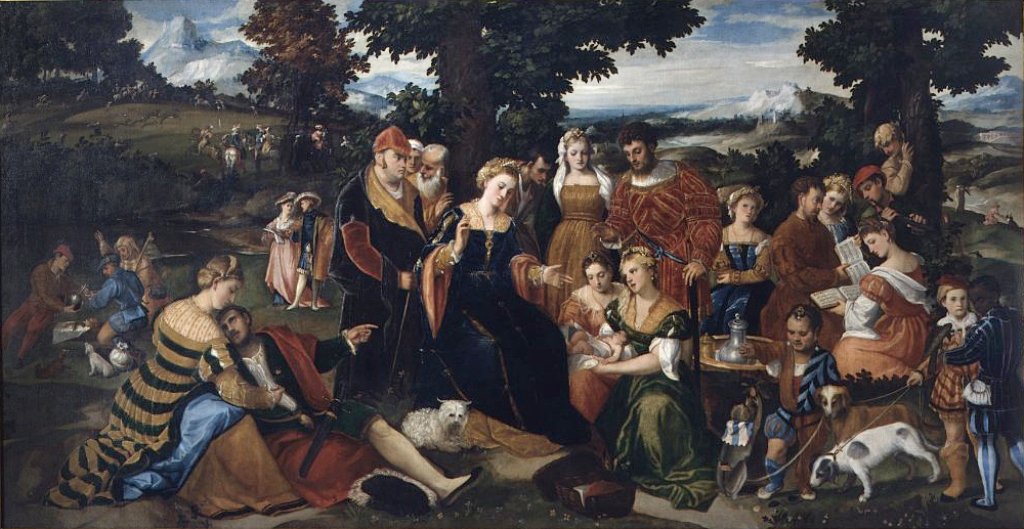
Moisés salvado de las aguas, Pinacoteca de Brera, Milán.

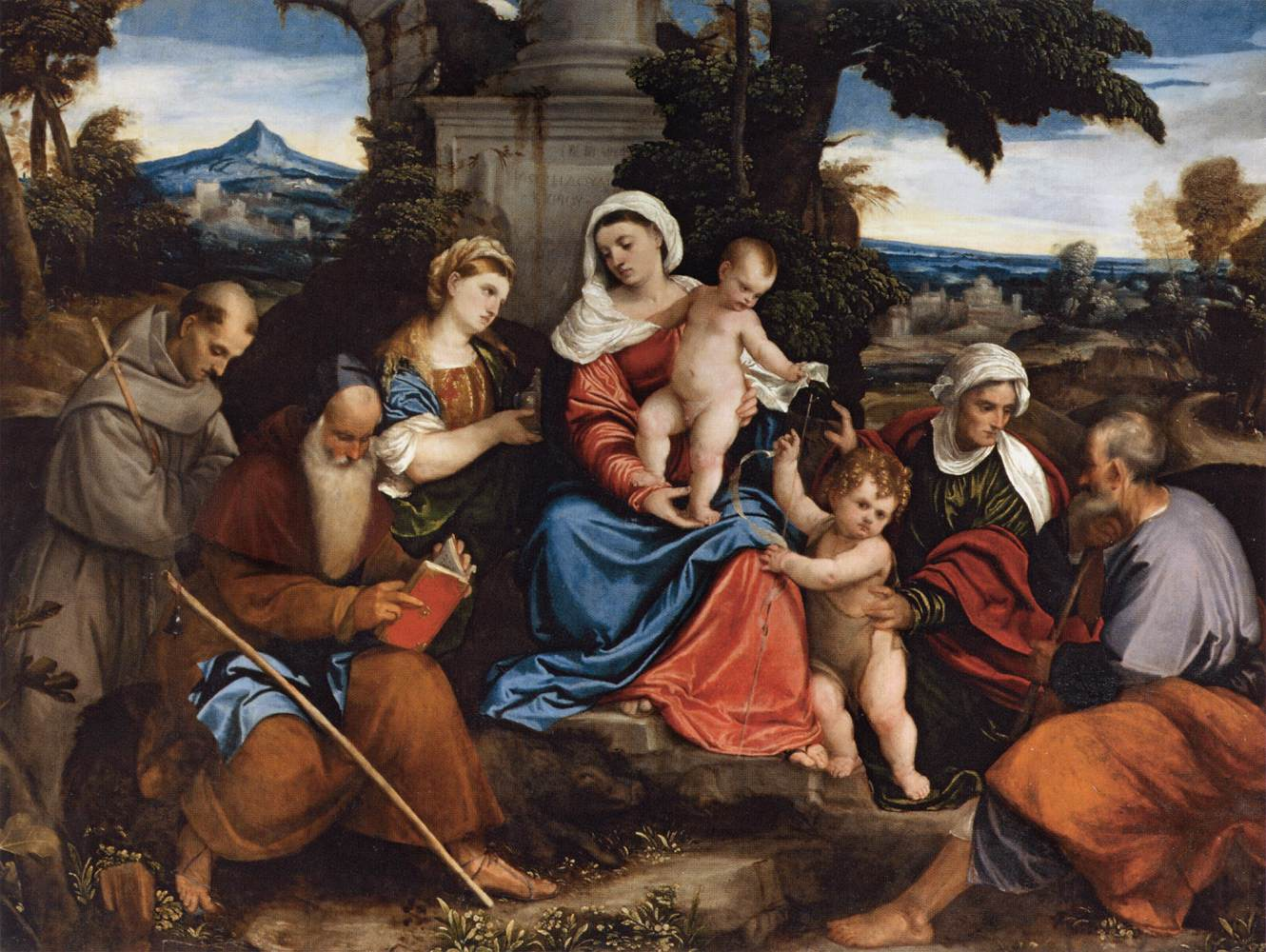
Sagrada Familia con santos, Museo del Louvre.

Hijo de Marco de' Pitati, un armero veronés, entre 1505 y 1515 se trasladó a Venecia con toda su familia. Hasta 1528 no tenemos constancia documental de la actividad de Bonifazio, cuando ya tenía a sus espaldas una larga carrera como pintor. Probablemente su formación tuvo lugar en el taller de Palma el Viejo. De él tomó muchos de sus temas y la calidad pastosa de su pintura, rica en su cromatismo tan típicamente veneciano.
Las obras atribuibles a este primer período de su actividad (1515-1528) se hallan plenamente imbricadas en la corriente dominante de la pintura veneciana de la época (por ejemplo, su Adoración de los Pastores, hoy en el Hermitage). Respeta la tradición representada por Giovanni Bellini en la distribución de las figuras y el tratamiento del paisaje, pero es receptivo a la influencia del arte de Giorgione, tomando de este último la quietud e introspección en las atmósferas. Bonifazio se halla muy cerca de lo que artistas como Tiziano o Palma estaban creando en aquellos mismos años.

### Madurez
A partir de la década de 1530 el arte de Pitati evoluciona hasta convertirse en uno de los artistas venecianos más innovadores de su época, pues profundiza en la influencia del arte de corte romanista que triunfa en la Italia central (Juicio de Salomón de la Accademia de Venecia o Cristo en Emaús de la Pinacoteca di Brera). Sin embargo, siempre será víctima de la dicotomía entre su estilo avanzado de matiz manierista y su afán descriptivo, que le remite a un legado de tipo más tradicionalista dentro de la pintura véneta.
Esta indecisión acabó repercutiendo negativamente en su obra, que fue alternando entre estas dos influencias en gran parte contradictorias. El impulso romano-manierista cederá parcialmente ante la influencia de un antiguo alumno del propio Bonifazio, el Tintoretto, que será uno de los dominadores del panorama del arte veneciano en la parte central del siglo. Obras como la Conversión de San Pablo de los Uffizi se acercan al manierismo de artistas como Pordenone.
En la fase final de su carrera, su pintura se irá banalizando y cayendo en detalles arcaizantes. Probablemente, la amplia intervención de los ayudantes de su extenso taller influyó en la menor calidad de las obras.
Pitati es un pintor poco conocido en España; su única presencia en museos de este país ha de limitarse a una Adoración de los pastores en el Museo del Prado (antes atribuida a Palma el Viejo), restaurada y reintegrada a la exposición permanente del museo en 2011. Se cree próxima, y de calidad superior, a otro cuadro del mismo tema en el Ermitage de San Petersburgo. Otro gran lienzo de tema religioso, atribuido al artista, se conserva en el Palacio de Liria de Madrid de la  Casa de Alba.

## Obras destacadas

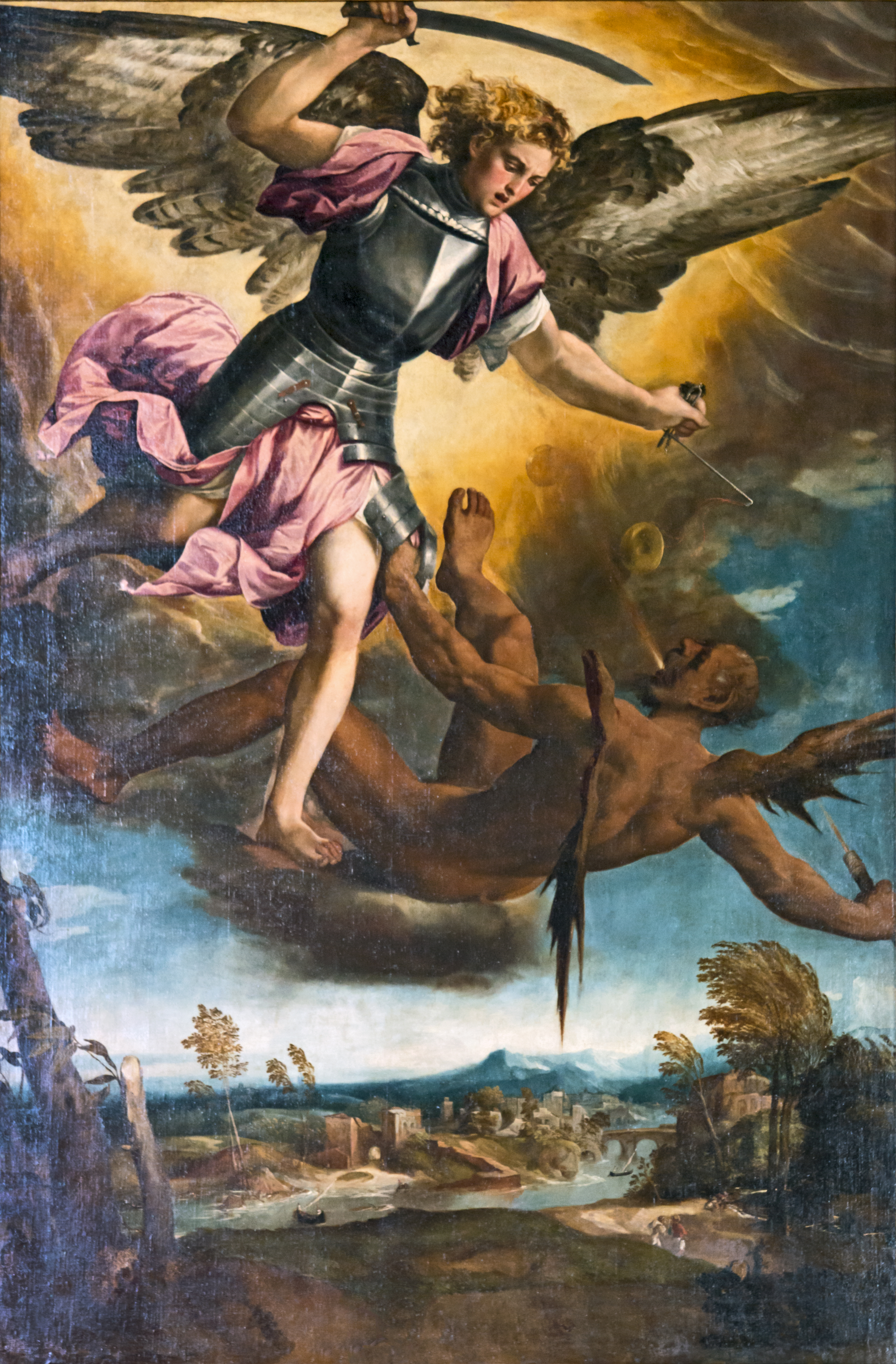
San Miguel arcángel derrota a Lucifer, Santi Giovanni e Paolo, Venecia.

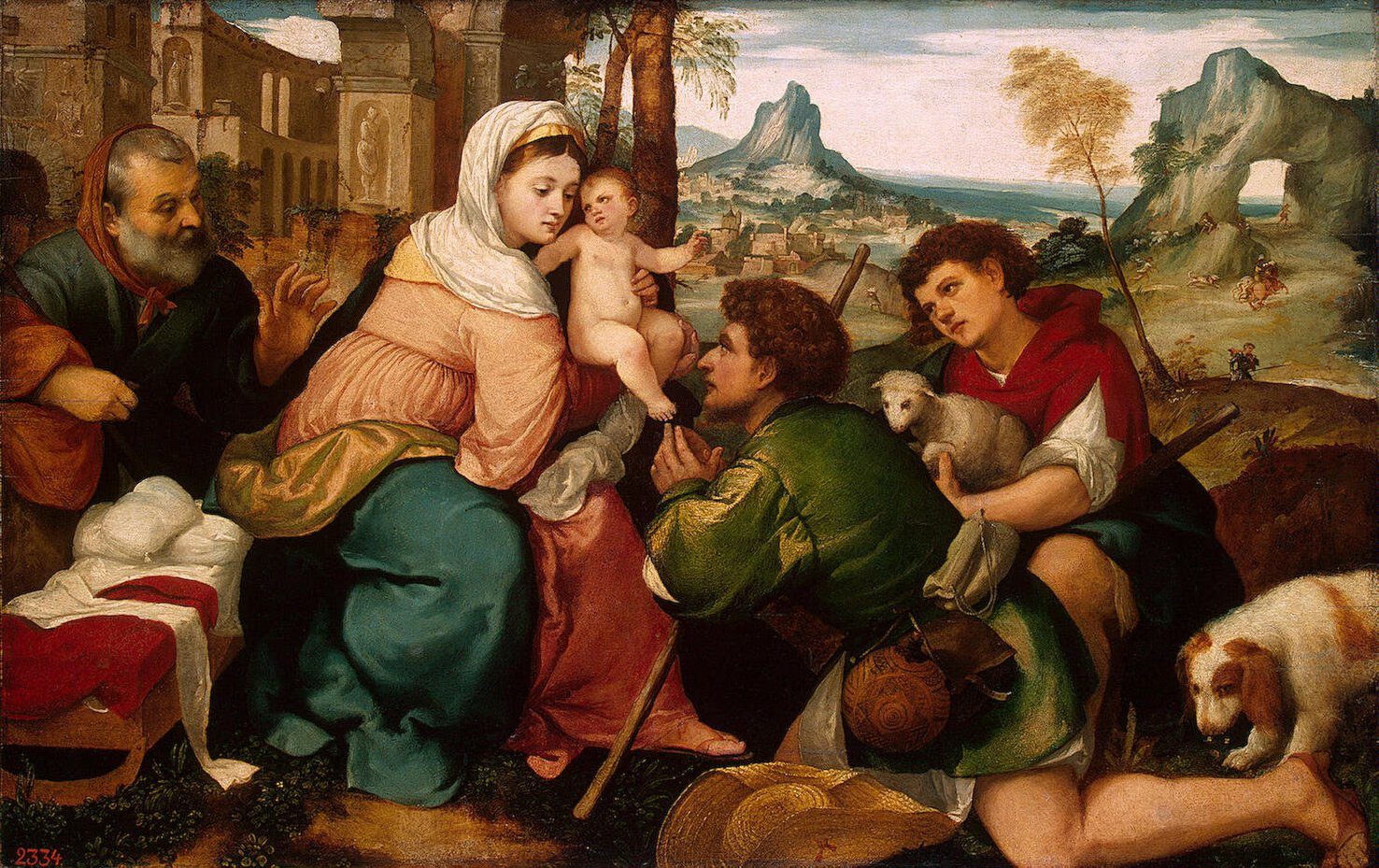
Adoración de los Pastores, Museo del Hermitage, San Petersburgo.

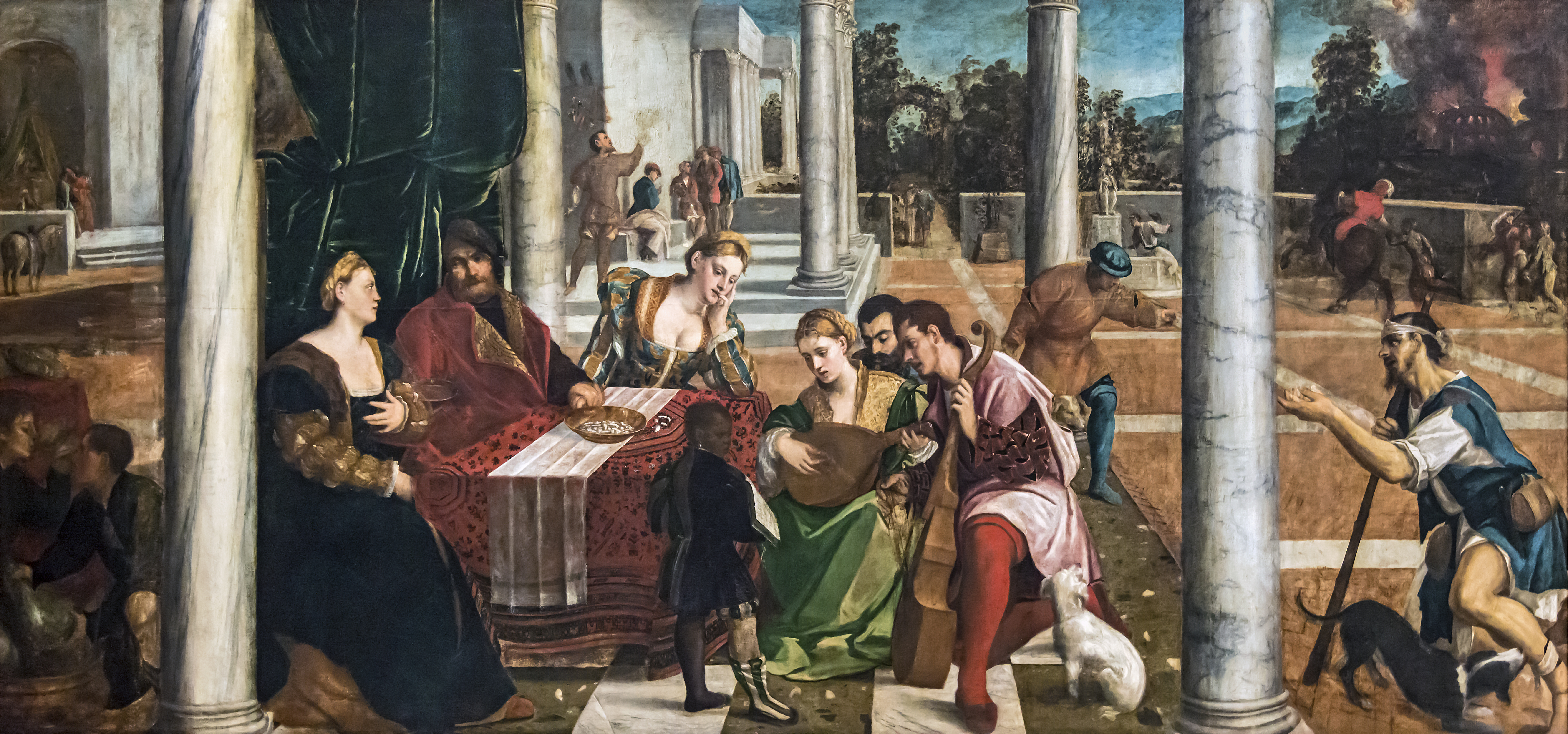
Lázaro y el rico Epulón (d. 1545, Accademia, Venecia)

- Retrato de muchacho (Museo del Hermitage, San Petersburgo)
- Retrato de senador veneciano (1520-30, Uffizi, Florencia)
- Adoración de los pastores, (c. 1523, Museo del Prado, Madrid)
- Cristo y dos santos ante Venecia, (Colección casa de Alba, Madrid)
- Adoración de los pastores (1523-25, Museo del Hermitage, San Petersburgo)
- Sacra Conversación (1528-30, Fenway Court, Boston)
- Sagrada Familia con la Magdalena, San Francisco y un donante (1530, Fine Arts Museum, San Francisco)
- Sibila de Cumas (1530, Museum of Fine Arts, Boston)
- Sacra Conversación (1530-31, National Gallery, Londres)
- San Miguel arcángel derrota a Lucifer (c. 1530, Santi Giovanni e Paolo, Venecia)
- Virgen con San Omobono y Santa Bárbara (1533, Accademia, Venecia)
- Juicio de Salomón (1533, Accademia, Venecia)
- Virgen con el Niño y santos (1535, Museo del Louvre, París)
- Adoración de los Reyes Magos (1536, Accademia, Venecia)
- Cristo en Emaús (1536-38, Pinacoteca di Brera, Milán)
- Virgen con el Niño y santos (1537-38, Palazzo Pitti, Florencia)
- La Sibila tiberina anuncia al emperador Augusto el nacimiento del Redentor (1540, Ca' Rezzonico, Museo del Settecento Veneziano, Venecia)
- Adoración de los Reyes Magos (1544, Accademia, Venecia)
- Matanza de los Inocentes (1545, Accademia, Venecia)
- Conversión de San Pablo (1545-50, Uffizi, Florencia)
- Cristo entre los doctores (1545-46, Palazzo Pitti, Florencia)
- Lázaro y el rico Epulón (d. 1545, Accademia, Venecia)
- Moisés salvado de las aguas (h. 1545, Pinacoteca di Brera, Milán)
- Sacra Conversación (1550, Columbia Museum of Art)